# Scott Ogden
Scott Ogden (Doncaster, 16 ottobre 2003) è un pilota motociclistico britannico, nel 2019 ha vinto il campionato britannico Motostar Moto3 e il British Talent Cup.

## Carriera
Nel 2018 Ogden esordisce nel British Talent Cup con l'Honda, l'anno seguente ottiene tre vittorie e si laurea campione nella serie. Nello stesso anno prende parte anche al campionato britannico Motostar Moto3, dove ottiene sette vittorie e vince il suo secondo campionato.   
Nel 2020 il pilota britannico si impegna in due campionati, la MotoGP Rookies Cup e il CEV Moto3. L'anno seguente lascia l'Honda per passare alla Gas Gas, con il marchio spagnolo ottiene la sua prima vittoria nel CEV Moto3 sul circuito di Jerez e chiude sesto in classifica piloti.  
Nel 2022 viene ingaggiato dal team VisionTrack Racing per correre in Moto3 con l'Honda NSF250R. Nella sua prima stagione del motomondiale ottiene risultati altalenanti, sette volte chiude in zona punti ma ottiene nove ritiri. Per la stagione seguente viene confermato dal team, il compagno di squadra è Joshua Whatley. Nel Gran Premio d'Argentina ottiene il quinto posto. Con 24 punti chiude il campionato al ventitreesimo posto.
Per la stagione 2024 rimane in sella alla Honda NSF250R continuando con MLav Racing, dopo il cambio di denominazione. Va a punti nelle prime due gare stagionali in Qatar ed in Portogallo chiudendo rispettivamente in tredicesima e quattordicesima posizione. L'inglese torna a punti al Sachsenring dove ottiene la decima posizione in gara. Dopo due piazzamenti a punti a Misano ed in Indonesia, coglie il suo miglior risultato stagionale in Thailandia dove si classifica in ottava posizione. Chiude la sua terza annata nel Motomondiale, con 23 punti, in ventesima posizione.

## Risultati nel motomondiale
| 2022 | Classe | Moto  |     |    |     |    |    |    |     |     |    |     |     |    |    |    |    |    |    |     |     |     |  |  | Punti | Pos. |
| ---- | ------ | ----- | --- | -- | --- | -- | -- | -- | --- | --- | -- | --- | --- | -- | -- | -- | -- | -- | -- | --- | --- | --- |  |  | ----- | ---- |
| 2022 | Moto3  | Honda | Rit | 13 | Rit | 12 | 13 | 12 | Rit | Rit | 14 | Rit | Rit | 12 | 21 | 25 | 22 | 20 | 15 | Rit | Rit | Rit |  |  | 21    | 23º  |

| 2023 | Classe | Moto  |     |   |    |    |     |    |    |    |    |    |    |    |     |    |     |    |    |    |    |     |  |  | Punti | Pos. |
| ---- | ------ | ----- | --- | - | -- | -- | --- | -- | -- | -- | -- | -- | -- | -- | --- | -- | --- | -- | -- | -- | -- | --- |  |  | ----- | ---- |
| 2023 | Moto3  | Honda | Rit | 5 | 14 | 12 | Rit | 13 | 20 | 22 | 17 | 22 | 15 | 23 | Rit | 18 | Rit | NQ | 20 | 13 | 19 | Inf |  |  | 24    | 23º  |

| 2024 | Classe | Moto  |    |    |    |    |     |    |    |    |    |     |    |    |    |    |    |    |    |   |     |    |  |  | Punti | Pos. |
| ---- | ------ | ----- | -- | -- | -- | -- | --- | -- | -- | -- | -- | --- | -- | -- | -- | -- | -- | -- | -- | - | --- | -- |  |  | ----- | ---- |
| 2024 | Moto3  | Honda | 13 | 14 | SQ | 19 | Rit | 16 | 17 | 17 | 10 | Rit | 19 | 16 | 15 | 18 | 13 | 19 | 22 | 8 | Rit | 17 |  |  | 23    | 20º  |

| 2025 | Classe | Moto |     |    |     |    |    |    |    |    |    |   |     |    |    |  |  |  |  |  |  |  |  |  | Punti | Pos. |
| ---- | ------ | ---- | --- | -- | --- | -- | -- | -- | -- | -- | -- | - | --- | -- | -- |  |  |  |  |  |  |  |  |  | ----- | ---- |
| 2025 | Moto3  | KTM  | Rit | 12 | Rit | 12 | 12 | 12 | 11 | 12 | 12 | 7 | Rit | 15 | 15 |  |  |  |  |  |  |  |  |  | 40    |      |

| Legenda | 1º posto        | 2º posto            | 3º posto            | A punti      | Senza punti        | Grassetto – Pole position Corsivo – Giro più veloce |
| Legenda | Gara non valida | Non qual./Non part. | Ritirato/Non class. | Squalificato | '-' Dato non disp. | Grassetto – Pole position Corsivo – Giro più veloce |